# Emerson Raymundo Santos
Emerson Raymundo Santos (Itaboraí, 5 aprile 1995) è un calciatore brasiliano, difensore del Ponte Preta.

## Caratteristiche tecniche
È un difensore centrale.

## Carriera
Cresciuto nelle giovanili del Botafogo, ha esordito il 28 novembre 2015 in occasione del match pareggiato 0-0 contro l'América-MG.
Nel 2018 si trasferisce al Palmeiras per poi andare in prestito nella stesso anno all'Internacional.
Nel 2020 ritorna al Palmeiras.

## Palmarès

### Club

#### Competizioni nazionali
- Campionato brasiliano di seconda divisione: 1

Botafogo: 2015
- Coppa del Brasile: 1

Palmeiras: 2020

#### Competizioni statali
- Campionato paulista: 1

Palmeiras: 2020

#### Competizioni internazionali
- Coppa Libertadores: 1

Palmeiras: 2020